# Moses Allen
Moses Allen (Memphis, 30 juli 1907 – New York, 2 februari 1983) was een Amerikaanse jazz-tubaïst en bassist (contrabas en elektrische basgitaar).

## Biografie
Allen begon zijn professionele loopbaan als muzikant in 1927, toen hij zich aansloot bij het orkest van Jimmie Lunceford, waar hij tuba speelde. In 1932 stapte hij daar over op de bas en zijn spel was een belangrijk element in het orkest van Lunceford. Allen was actief bij Lunceford tot 1942. In de jaren erna had hij een muziekwinkel in New York en speelde hij nog maar sporadisch, onder meer met Joe Thomas en Mose Allison.
Allen was een van de eerste bassisten die op de elektrische basgitaar begon te spelen.